# Glashütte Original
Glashütte Original è un'azienda tedesca di orologi di lusso fondata nel 1994 dalla privatizzazione di VEB Glashütter Uhrenbetriebe (GUB), un consorzio della Germania dell'Est formato nel 1951 dalle società di orologi con sede a Glashütte come successore del consorzio originale fondato nel 1845. Glashütte Original è attualmente di proprietà di The Swatch Group.

## Storia

### Origini

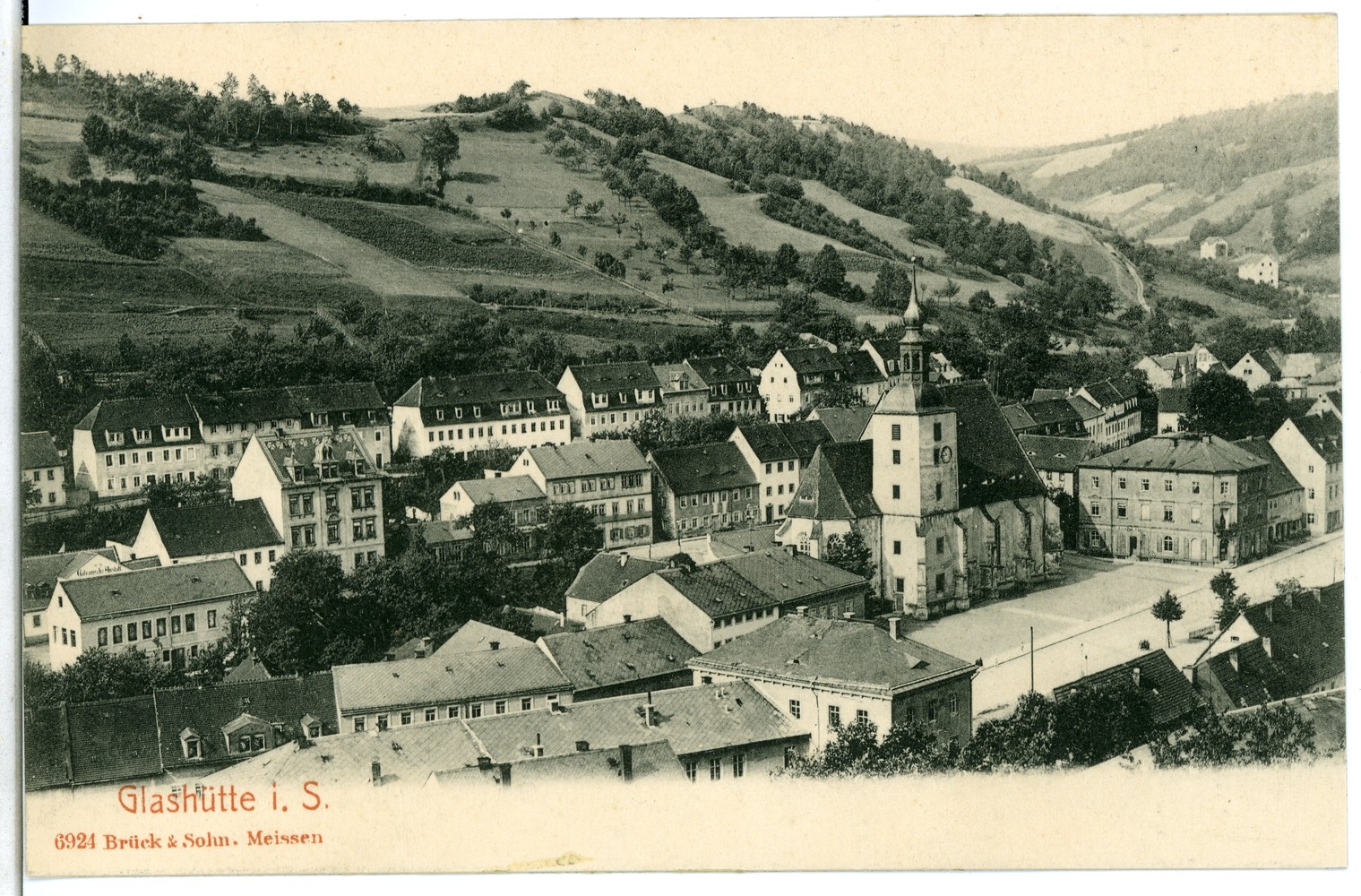
Glashütte nel 1906.

Glashütte Original nasce dalla tradizione orologiaria della città di Glashütte, dove nel corso degli anni si insediarono vari orologiai indipendenti, aiutati dal costante afflusso di talenti della vicina scuola di orologeria. Conosciuti per la loro alta qualità, gli orologi di Glashütte crebbero in popolarità fino alla prima guerra mondiale, ma risentirono della depressione causata dall'iperinflazione nella Repubblica di Weimar, che ne influenzò drammaticamente le vendite.
La situazione peggiorò con lo scoppio della seconda guerra mondiale, che lasciò la città in macerie dopo un devastante bombardamento negli ultimi giorni di guerra.

### Dopoguerra

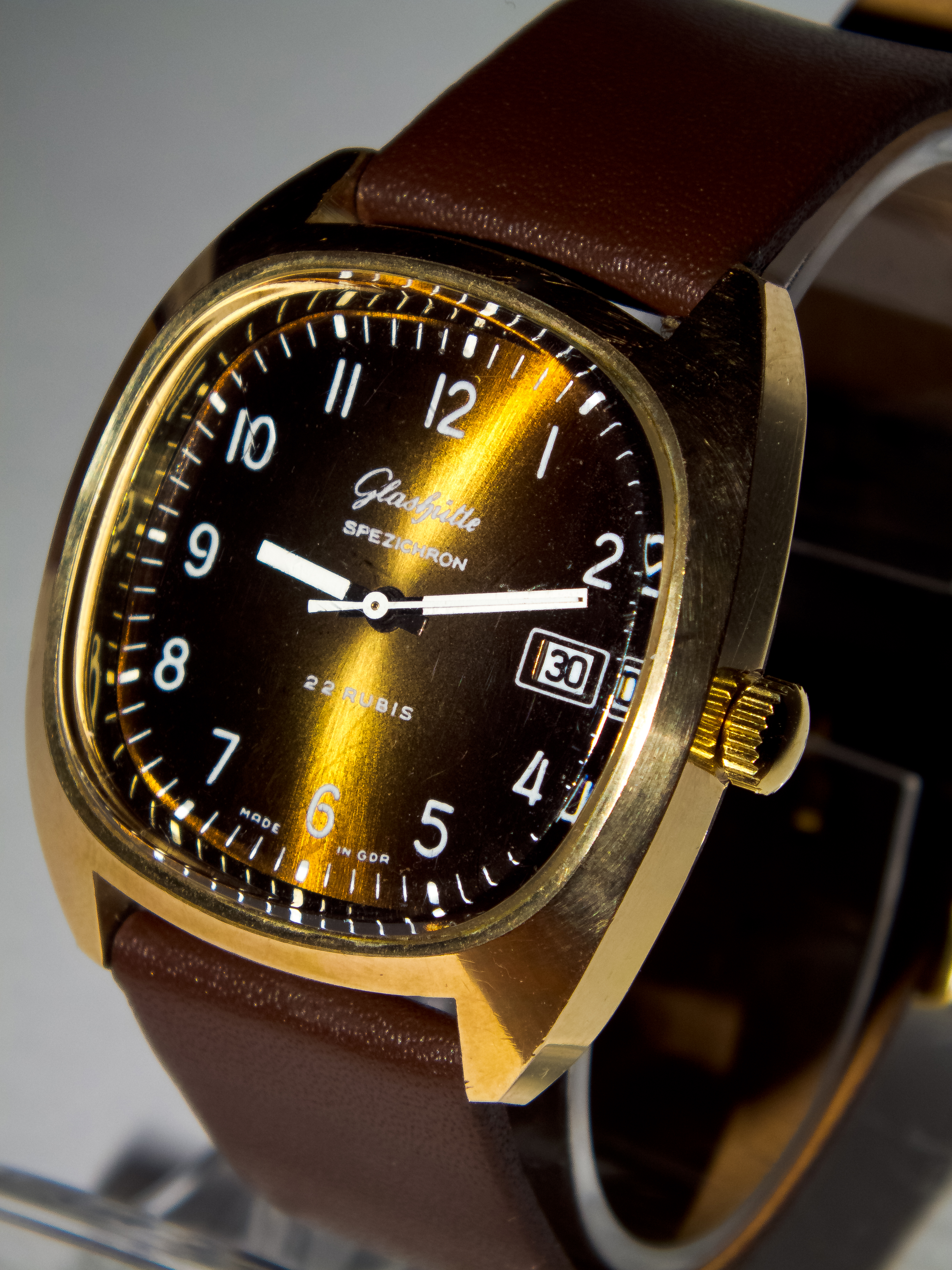
Spezichron dell'era GUB del 1979-1985.

Dopo la seconda guerra mondiale, la città si trovò nella zona di occupazione sovietica e successivamente sotto il governo della Repubblica Democratica Tedesca. Nel 1951 venne creata la VEB Glashütter Uhrenbetriebe (GUB), gestita dallo stato, costituita dall'unione dei sette produttori di orologeria di Glashütte. Tra queste aziende le più degne di nota erano l'UROFA, l'UFAG (ora Tutima) e A. Lange & Söhne (ricreata dal pronipote di Ferdinand Adolph Lange nel 1990).
Mentre negli anni settanta e ottanta in occidente si verificava la crisi del quarzo, GUB, isolata dalle richieste del mercato occidentale, continuò invece a concentrarsi sui movimenti meccanici tradizionali. Alcuni dei movimenti meccanici (calibri) prodotti durante l'era GUB sono:
- Automat (GUB 67 e GUB 68) 1960-1968
- Spezimatic (GUB 74 e GUB 75) 1965-1979
- Spezichron (GUB 11–25, GUB 11–26 e GUB 11–27) 1979-1985
- Spezimat (GUB 10–30) del 1990 (alcuni orologi con questo movimento sono stati rilasciati con le etichette Glashütte Original o Union Glashütte)

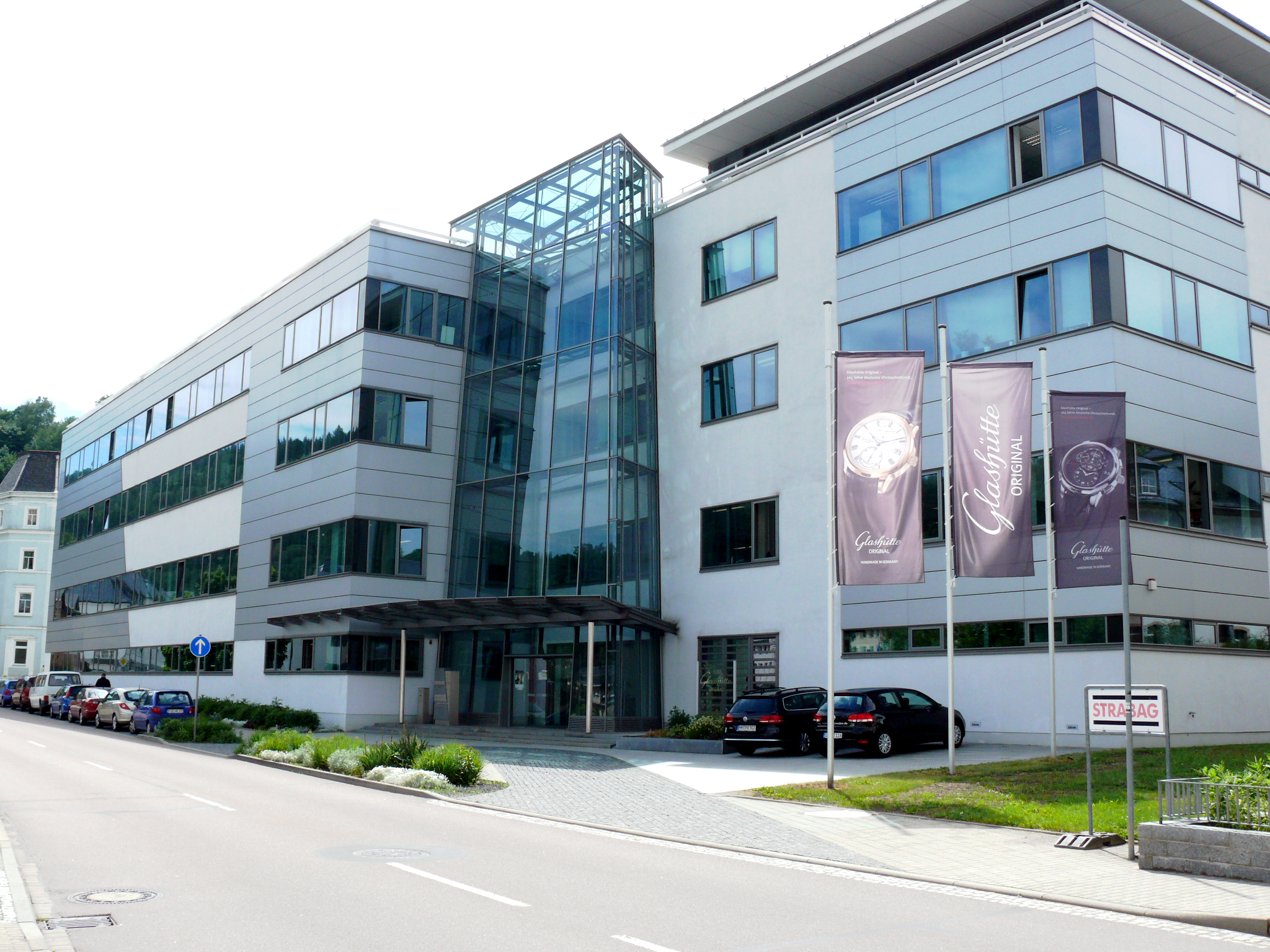
Sede di Glashütte Original nel 2012.

### Post riunificazione
Dopo la riunificazione della Germania e il ritorno all'economia di mercato, nel 1990 le aziende che componevano la Glashütter Uhrenbetrieb GmbH (GUB) furono privatizzate. Nel 1994, Heinz W. Pfeifer acquistò l'ormai piccola azienda di 72 dipendenti, ribattezzandola Glashütte Original. Nel 2000 il marchio Glashütte Original fu acquistato dallo Swatch Group.

## Prodotti
I prodotti realizzati da Glashütte Original comprendono cinque gamme di orologi, ciascuna suddivisa in diversi modelli. Queste gamme sono:
- Senator
- Pano
- Specialist
- Vintage
- Ladies